# 若昂·洛倫索
若昂·曼努埃爾·貢薩爾維斯·洛倫索（João Manuel Gonçalves Lourenço，1954年3月5日—），安哥拉政治人物，现任安哥拉總統。
若昂·洛倫索於2016年12月被指定在2017年8月的立法選舉中擔任該黨的第一名。 根據2010年憲法，“在大選中獲得最多票數的政黨或政黨聯盟國家名單中的個人……應當選為共和國總統和行政首腦”（第109條） 。由於MPLA贏得了150個席位的多數席位，洛倫索自動成為安哥拉總統，接替掌權38年的若澤·愛德華多·多斯桑托斯，洛倫索於2017年9月26日正式宣誓就職。他自2025年2月15日起担任非洲联盟主席。

## 早年經歷
洛倫索出身軍旅，曾參與安哥拉獨立戰爭對抗葡萄牙人，後來在安哥拉内战中為安哥拉人民解放运动戰鬥。1978年至1982年期間在蘇聯留學。曾任炮兵將領，1984年獲任命為莫希科省省長。
洛倫索於2014年至2017年期間擔任安哥拉的國防部長。2016年8月起擔任執政黨安哥拉人民解放運動副主席。
洛倫索獲安人運提名為該黨的2017年國民議會選舉總統候選人，接替不再尋求連任的若泽·爱德华多·多斯桑托斯。2017年7月，總統多斯桑托斯解除洛倫索的國防部長職務迎接選舉。在2017年8月舉行的選舉中，安哥拉人民解放运动一如外界所料贏得國民議會大多數席位，按照憲法規定，由該黨提名的洛倫索當選新一任總統。
2018年9月8日，洛倫索當選安哥拉人民解放運動新一任主席。

## 政治生涯
洛倫索早期的政治主要局限在MPLA內部，他是一名負責保持游擊隊士氣高漲的軍官。 1984年被任命為莫西科省省長後，他在執政黨中不斷上升。曾任莫西科省人民解放軍特派員、第三軍區軍區委員會主席、人民解放軍第一書記、本格拉省特派員。他於1992年至1997年擔任MPLA的新聞秘書，並於1993年至1998年擔任MPLA國民議會議會小組主席。
在一次黨代會上，他於1998年12月12日當選為MPLA秘書長。據說他的當選與總統若澤·愛德華多·多斯桑托斯的支持有關，人們認為洛倫索有可能接替長期執政的多斯桑托斯桑托斯在某個時候。然而，在多斯桑托斯在2001年表示不會尋求連任總統後，洛倫索公開表示有興趣成為MPLA的總統候選人，從而損害了他在多斯桑托斯的立場，後者顯然並沒有真正的卸任意圖，但曾試圖揭露政治對手。 Juilão Mateus Paulo 在2003年12月的一次黨代會上接替他擔任 MPLA 秘書長。
洛倫索於2003年至2014年擔任國民議會第一副議長。2014年4月被任命為國防部長，2016年8月被任命為MPLA副主席。2018年9月，他成為MPLA主席並同時取代取代何塞·愛德華多·多斯桑托斯。
洛倫索非常接近Elliott Broidy。通過Broidy的公司Circinus，Broidy據稱在2017年1月收到了600萬美元，用於代表安哥拉的利益進行遊說，安排與安哥拉人和包括羅恩·約翰遜和湯姆·科頓在內的幾位共和黨美國參議員會面，促進華盛頓和羅安達之間更密切的關係，試圖安排洛倫索和邁克·彭斯以及唐納德·特朗普之間的會面，並允許洛倫索參加2017年9月在海湖莊園俱樂部舉行的活動，布羅伊迪是該俱樂部的成員，但是洛倫索沒有參加。
2016年12月，MPLA指定洛倫索為2017年立法選舉的黨內最高候選人。他於2017年8月23日當選安哥拉總統，並於9月26日就職，成為該國歷史上的第三位總統。
2018年9月8日，他當選為安哥拉自1975年以來的執政黨MPLA主席，成為其第五任黨魁。
2020年，他批准並簽署了一項法案，該法案在議會以壓倒多數通過，將成年人之間的同性活動合法化，並將基於就業和仇恨言論的歧視定為犯罪，以取代舊葡萄牙法律。2022年，安哥拉執政黨安哥拉人民解放運動在國民議會選舉贏得多數席次，若昂·羅倫佐得以獲得連任，并于9月15日正式就职。